# Jan Bártek
Jan Bártek (* 1984, Zlín) je český televizní, hudební a divadelní režisér.

## Biografie
Vystudoval scenáristiku a režii na Univerzitě Tomáše Bati ve Zlíně.
Jeho televizní tvorba obsahuje řadu žánrově rozmanitých seriálů pro různé věkové kategorie – Kosmo (2016), Lynč (2018) nebo Sex O’Clock (2024). Režijně se podílí na přípravě Show Jana Krause.
Režíroval hudební videoklipy pro skupiny Buty, Mňága a Žďorp nebo Divokej Bill. Za videoklipy Folkloreček Bratří Ebenů (2008) a Po válce Barbory Polákové (2017) získal od Akademie populární hudby cenu Anděl.
Městské divadlo Zlín v roce 2019 uvedlo jeho nastudování Jirotkova Saturnina, které mu vyneslo cenu Aplaus za inscenaci roku. Pro Studio DVA připravil v roce 2024 hru Floriana Zellera Lež.

## Filmografie (výběr)

### Filmy
- 2014 Člověk kancelářský
- 2019 Moje svoboda

### Seriály
- 2016 Marta a Věra
- 2016 Kosmo
- 2018 Lynč
- 2020 Poldové a nemluvně
- 2020 Láska v čase korony
- 2021 Osada
- 2023 Jedna rodina
- 2023, 2024 Sex O'Clock